# Perkun (jezioro)
Perkun – jezioro w woj. warmińsko-mazurskim, w powiecie iławskim, w gminie Iława, leżące na terenie Równiny Iławskiej.
Powierzchnia zwierciadła wody wynosi 11,5 ha.

## Hydronimia
Według urzędowego spisu opracowanego przez Komisję Nazw Miejscowości i Obiektów Fizjograficznych (KNMiOF) nazwa tego jeziora to Perkun. W różnych publikacjach i na mapach topograficznych jezioro to występuje pod nazwą Parkun.